# Новогодние марки СССР
Нового́дняя ма́рка — красочная коммеморативная (иногда специальная праздничная) почтовая марка, традиционно выпускаемая в качестве знака почтовой оплаты в некоторых странах к Новому году с новогодним сюжетом рисунка и текстом новогодних поздравлений. В зависимости от традиций встречи Нового года в разных странах марки могут быть эмитированы не только в конце декабря, но и в другие месяцы календарного года. Это связано с различиями в календарях, принятых в той или иной стране мира. Обычно используется для оплаты открыток, писем и бандеролей, пересылаемых в предновогодний и посленовогодний периоды. В некоторых случаях возможны повторные эмиссии и дополнительные тиражи подобных марок.

## История
Первая марка «С Новым годом!» была эмитирована в СССР в декабре 1962 года, как в беззубцовом  (ЦФА [АО «Марка»] № 2802), так и зубцовом исполнении  (ЦФА [АО «Марка»] № 2803). Новогодняя специфика выполненной по рисунку художника А. Шмидштейна миниатюры (новогодняя ёлка и голубь мира на фоне Земного шара) заключалась в том, что впервые на почтовой марке СССР, фактически выпущенной в обращение в 1962 году, был указан 1963 год. Идея праздничной почтовой марки пришлась по вкусу не только филателистам, но и вызвала интерес у граждан, отправлявших традиционные поздравления. Новогодние марки стали выпускаться ежегодно в уходящем году с обозначением на марке наступающего года. После первого выпуска в декабре следующего (1963) года была выпущена серия из трёх Новогодних почтовых марок, из них две миниатюры (номиналом в 4 и 6 копеек соответственно) были выполнены по рисунку Сергея Поманского (Кремлёвская звезда с цифрой «1964» на фоне заснеженной ели) и отпечатаны методом глубокой печати с рельефным тиснением.
После удачного начала и регулярной эмиссии марочной подборки новогодних выпусков СССР в 1962 году, к выпуску очередной праздничной новогодней марки с цифрой «1969» в 1968 году впервые был отпечатан специальный конверт первого дня.
Чаще всего в качестве сюжета новогодних почтовых марок СССР использованы куранты на Спасской башне и виды Московского Кремля. Однако, позже на новогодних марках стали изображать и деда Мороза, а в 1979 году на новогодней марке «1980» был изображён Олимпийский Мишка.

## Список новогодних марок СССР
Ниже приведен перечень (каталог) знаков почтовой оплаты (почтовых марок), посвящённых теме встречи Нового года, введённых в обращение дирекцией по изданию и экспедированию знаков почтовой оплаты Министерства связи СССР. Порядок следования элементов в таблице соответствует номеру по каталогу марок СССР (ЦФА), в скобках приведены номера по каталогу «Михель». Кроме изображения и номинала в списке дано краткое описание (дополнительную информацию можно получить в комментариях, нажав на «комм»), указаны дата выпуска, тираж и художник. Чтобы перейти к маркам определённого года выпуска в таблице, нажмите на нужный год.
| 1962 • 1963 • 1964 • 1965 • 1966 • 1967 • 1968 • 1969 • 1970 • 1971 • 1972 • 1973 • 1974 • 1975 • 1976 • 1977 • 1978 • 1979 • 1980 • 1981 • 1982 • 1983 • 1984 • 1985 • 1986 • 1987 • 1988 • 1989 • 1990 • 1991 |

| № по каталогу                         | Изображение | Описание и источники                                           | Номинал   | Дата выпуска          | Тираж     | Художник                                               |
| 1962                                  | 1962        | 1962                                                           | 1962      | 1962                  | 1962      | 1962                                                   |
| ------------------------------------- | ----------- | -------------------------------------------------------------- | --------- | --------------------- | --------- | ------------------------------------------------------ |
| (ЦФА [АО «Марка»] № 2802) (Mi #2686B) |             | «С Новым, 1963 годом!».                                        | 0,04 руб. | 20 декабря 1962 года  | 500 000   | Абрам Шмидштейн                                        |
| (ЦФА [АО «Марка»] № 2803) (Mi #2686A) |             | «С Новым, 1963 годом!».                                        | 0,04 руб. | 22 декабря 1962 года  | 2 500 000 | Абрам Шмидштейн                                        |
| 1963                                  |             |                                                                |           |                       |           |                                                        |
| (ЦФА [АО «Марка»] № 2965) (Mi #2838)  |             | «С Новым, 1964 годом!»: - Ёлка и звезда.                       | 0,04 руб. | 20 декабря 1963 года  | 2 000 000 | Сергей Поманский                                       |
| (ЦФА [АО «Марка»] № 2966) (Mi #2839)  |             | «С Новым, 1964 годом!»: - Ёлка и звезда.                       | 0,06 руб. | 20 декабря 1963 года  | 2 000 000 | Сергей Поманский                                       |
| (ЦФА [АО «Марка»] № 2967) (Mi #2837)  |             | «С Новым, 1964 годом!»: - Ёлка на фоне Останкинской телебашни. | 0,06 руб. | 12 декабря 1963 года  | 4 000 000 | Юрий Ряховский                                         |
| 1964                                  |             |                                                                |           |                       |           |                                                        |
| (ЦФА [АО «Марка»] № 3147) (Mi #2989)  |             | «С Новым, 1965 годом!»: - Новогодняя ёлка.                     | 0,04 руб. | 30 ноября 1964 года   | 2 500 000 | Игорь Коминарец                                        |
| 1965                                  |             |                                                                |           |                       |           |                                                        |
| (ЦФА [АО «Марка»] № 3303) (Mi #3136)  |             | «С Новым, 1966 годом!»: - Вид на Кремль зимой.                 | 0,04 руб. | 16 ноября 1965 года   | 4 000 000 | Адольф Плетнёв                                         |
| 1966                                  |             |                                                                |           |                       |           |                                                        |
| (ЦФА [АО «Марка»] № 3441) (Mi #3295)  |             | «С Новым, 1967 годом!»: - Останкинская телебашня.              | 0,04 руб. | 19 ноября 1966 года   | 4 000 000 | Лесегри: Борис Лебедев, Леонард Сергеев, Марк Гринберг |
| 1967                                  |             |                                                                |           |                       |           |                                                        |
| (ЦФА [АО «Марка»] № 3570) (Mi #3430)  |             | «С Новым, 1968 годом!»: - Московский Кремль.                   | 0,04 руб. | 14 декабря 1967 года  | 4 000 000 | Герман Комлев                                          |
| 1968                                  |             |                                                                |           |                       |           |                                                        |
| (ЦФА [АО «Марка»] № 3698) (Mi #3571)  |             | «С Новым, 1969 годом!»: - Еловая ветка на фоне Спасской башни. | 0,04 руб. | 1 декабря 1968 года   | 4 000 000 | Виктор Пименов                                         |
| 1969                                  |             |                                                                |           |                       |           |                                                        |
| (ЦФА [АО «Марка»] № 3836) (Mi #3699)  |             | «С Новым, 1970 годом!»: - Барельеф В. И. Ленина.               | 0,04 руб. | 25 декабря 1969 года  | 5 000 000 | Юрий Арцименев                                         |
| 1970                                  |             |                                                                |           |                       |           |                                                        |
| (ЦФА [АО «Марка»] № 3934) (Mi #3809)  |             | «С Новым, 1971 годом!»: - Спасская башня Кремля.               | 0,06 руб. | 23 ноября 1970 года   | 5 000 000 | Иван Дергилёв                                          |
| 1971                                  |             |                                                                |           |                       |           |                                                        |
| (ЦФА [АО «Марка»] № 4045) (Mi #3923)  |             | «С Новым, 1972 годом!»: - Русская тройка.                      | 0,10 руб. | 14 сентября 1971 года | 3 600 000 | Н. Гликштейн                                           |
| 1972                                  |             |                                                                |           |                       |           |                                                        |
| (ЦФА [АО «Марка»] № 4180) (Mi #4062)  |             | «С Новым, 1973 годом!»: - Московский Кремль.                   | 0,06 руб. | 15 ноября 1972 года   | 2 500 000 | Юрий Левиновский, гравёр Татьяна Никитина              |
| 1973                                  |             |                                                                |           |                       |           |                                                        |
| (ЦФА [АО «Марка»] № 4290) (Mi #4180)  |             | «С Новым, 1974 годом!»: - Московский Кремль.                   | 0,06 руб. | 30 ноября 1973 года   | 3 600 000 | Леонид Кузнецов                                        |
| 1974                                  |             |                                                                |           |                       |           |                                                        |
| (ЦФА [АО «Марка»] № 4406) (Mi #4298)  |             | «С Новым, 1975 годом!»: - Кремлёвские куранты.                 | 0,04 руб. | 14 ноября 1974 года   | 3 400 000 | Юрий Арцименев                                         |
| 1975                                  |             |                                                                |           |                       |           |                                                        |
| (ЦФА [АО «Марка»] № 4520) (Mi #4418)  |             | «С Новым, 1976 годом!»: - Кремлёвская звезда.                  | 0,04 руб. | 12 ноября 1975 года   | 4 000 000 | Леонид Кузнецов                                        |
| 1976                                  |             |                                                                |           |                       |           |                                                        |
| (ЦФА [АО «Марка»] № 4654) (Mi #4550)  |             | «С Новым, 1977 годом!»: - Куранты на Спасской башне.           | 0,04 руб. | 25 ноября 1976 года   | 3 400 000 | Герман Комлев                                          |
| 1977                                  |             |                                                                |           |                       |           |                                                        |
| (ЦФА [АО «Марка»] № 4766) (Mi #4661)  |             | «С Новым, 1978 годом!»: - Спутник связи «Молния».              | 0,04 руб. | 12 октября 1977 года  | 5 200 000 | Леонид Кузнецов                                        |
| 1978                                  |             |                                                                |           |                       |           |                                                        |
| (ЦФА [АО «Марка»] № 4923) (Mi #4802)  |             | «С Новым, 1979 годом!»: - Спасская башня Кремля.               | 0,04 руб. | 20 декабря 1978 года  | 4 700 000 | Владислав Чмаров                                       |
| 1979                                  |             |                                                                |           |                       |           |                                                        |
| (ЦФА [АО «Марка»] № 5016) (Mi #4898)  |             | «С Новым, 1980 годом!»: - Олимпийский Мишка.                   | 0,04 руб. | 28 ноября 1979 года   | 7 000 000 | Тарас Панченко                                         |
| 1980                                  |             |                                                                |           |                       |           |                                                        |
| (ЦФА [АО «Марка»] № 5138) (Mi #5019)  |             | «С Новым, 1981 годом!»: - Кремлёвский Дворец съездов.          | 0,04 руб. | 1 декабря 1980 года   | 4 600 000 | Юрий Арцименев                                         |
| 1981                                  |             |                                                                |           |                       |           |                                                        |
| (ЦФА [АО «Марка»] № 5249) (Mi #5131)  |             | «С Новым, 1982 годом!»: - Герб СССР.                           | 0,04 руб. | 2 декабря 1981 года   | 4 400 000 | Сергей Горлищев                                        |
| 1982                                  |             |                                                                |           |                       |           |                                                        |
| (ЦФА [АО «Марка»] № 5354) (Mi #5235)  |             | «С Новым, 1983 годом!»: - Куранты Спасской башни Кремля.       | 0,04 руб. | 1 декабря 1982 года   | 5 600 000 | Сергей Горлищев                                        |
| 1983                                  |             |                                                                |           |                       |           |                                                        |
| (ЦФА [АО «Марка»] № 5457) (Mi #5337)  |             | «С Новым, 1984 годом!»: - Кремлёвская звезда.                  | 0,05 руб. | 1 декабря 1983 года   | 4 800 000 | Виктор Качинский                                       |
| 1984                                  |             |                                                                |           |                       |           |                                                        |
| (ЦФА [АО «Марка»] № 5580) (Mi #5459)  |             | «С Новым, 1985 годом!»: - Спасская башня Кремля.               | 0,05 руб. | 4 декабря 1984 года   | 4 300 000 | Н. Дворников                                           |
| 1985                                  |             |                                                                |           |                       |           |                                                        |
| (ЦФА [АО «Марка»] № 5679) (Mi #5558)  |             | «С Новым, 1986 годом!»: - Дворец съездов в Кремле.             | 0,05 руб. | 3 декабря 1985 года   | 4 500 000 | Александр Савин                                        |
| 1986                                  |             |                                                                |           |                       |           |                                                        |
| (ЦФА [АО «Марка»] № 5785) (Mi #5664)  |             | «С Новым, 1987 годом!»: - Московский Кремль. Башни Кремля.     | 0,05 руб. | 4 декабря 1986 года   | 4 600 000 | Иван Козлов                                            |
| 1987                                  |             |                                                                |           |                       |           |                                                        |
| (ЦФА [АО «Марка»] № 5894) (Mi #5777)  |             | «С Новым, 1988 годом!»: - Вид на Кремль.                       | 0,05 руб. | 2 декабря 1987 года   | 5 000 000 | Адольф Плетнёв                                         |
| 1988                                  |             |                                                                |           |                       |           |                                                        |
| (ЦФА [АО «Марка»] № 6005) (Mi #5887)  |             | «С Новым, 1989 годом!»: - Драгун с Указом Петра I.             | 0,05 руб. | 24 ноября 1988 года   | 4 600 000 | Владислав Коваль                                       |
| 1989                                  |             |                                                                |           |                       |           |                                                        |
| (ЦФА [АО «Марка»] № 6138) (Mi #6019)  |             | «С Новым, 1990 годом!»: - Дымковская игрушка. Дед Мороз.       | 0,05 руб. | 22 ноября 1989 года   | 4 000 000 | Владимир Храмов                                        |
| 1990                                  |             |                                                                |           |                       |           |                                                        |
| (ЦФА [АО «Марка»] № 6274) (Mi #6153)  |             | «С Новым, 1991 годом!»: - Дед Мороз с ёлкой.                   | 0,05 руб. | 3 декабря 1990 года   | 4 400 000 | Владимир Бельтюков                                     |
| 1991                                  |             |                                                                |           |                       |           |                                                        |
| (ЦФА [АО «Марка»] № 6376) (Mi #6252)  |             | «С Новым, 1992 годом!».                                        | 0,07 руб. | 3 декабря 1991 года   | 3 700 000 | Нина Охотина                                           |

## Комментарии
1. ↑  Ниже приведён перечень памятных новогодних марок (с возможностью сортировки по номиналу, тиражу и дате введения в обращение).
2. ↑  Новогодняя марка «С Новым 1963 годом!»: на многоцветной марке изображены новогодняя ёлка и голубь мира на фоне Земного шара. Штриховой офсет, без зубцов. В связи с отсутствием каких-либо меток на полях марки  (ЦФА [АО «Марка»] № 2802) не представляется возможным идентифицировать марочные листы, поэтому их нумерация приводится в порядке обнаружения. В марочных листах по 40 (4×10) марок[7][8][9].
3. ↑  Новогодняя марка «С Новым 1963 годом!»: на многоцветной марке изображены новогодняя ёлка и голубь мира на фоне Земного шара. Штриховой офсет, перфорирована: комбинированная гребенчатая зубцовка 12½:12 (на каждые 2 сантиметра края марки приходится 12½:12 зубцов). В марочных листах по 40 (4×10) марок[7][8][9].
4. ↑  Новогодняя марка «С Новым, 1964 годом!»: на марке  (ЦФА [АО «Марка»] № 2965) — звезда на фоне ёлки, светло-красная, тёмно-зелёная, серо-синяя. Глубокая печать с рельефным тиснением, перфорирована: рамочная зубцовка 11½ (на каждые 2 сантиметра края марки приходится 11½ зубцов). В марочных листах 50 (10×5) марок[13][14][15].
5. ↑  Новогодняя марка «С Новым, 1964 годом!»: на марке  (ЦФА [АО «Марка»] № 2966) — звезда на фоне ёлки, алая (люминесцентная), тёмно-зелёная, серо-синяя. Глубокая печать с рельефным тиснением, перфорирована: рамочная зубцовка 11½ (на каждые 2 сантиметра края марки приходится 11½ зубцов). В марочных листах 50 (10×5) марок[13][14][15].
6. ↑  Новогодняя марка «С Новым, 1964 годом!»: на многоцветной марке  (ЦФА [АО «Марка»] № 2967) — ёлка на фоне Останкинской телебашни. Офсетная печать, перфорирована: комбинированная гребенчатая зубцовка 12:12½ (на каждые 2 сантиметра края марки приходится 12:12½ зубцов). В марочных листах 25 (5×5) марок[13][14][15].
7. ↑  Новогодняя марка «С Новым, 1965 годом!»: на многоцветной марке  (ЦФА [АО «Марка»] № 3147) — Новогодняя ёлка. Глубокая печать с рельефным тиснением, перфорирована: рамочная зубцовка 11½ (на каждые 2 сантиметра края марки приходится 11½ зубцов). В марочных листах 50 (10×5) марок[18][19][20].
8. ↑  Новогодняя марка «С Новым, 1966 годом!»: на марке  (ЦФА [АО «Марка»] № 3303) — вид на Кремль зимой, красная, серебристая, чёрная. Глубокая печать, перфорирована: комбинированная гребенчатая зубцовка 12:11½ (на каждые 2 сантиметра края марки приходится 12:11½ зубцов). В марочных листах 25 (5×5) марок[23][24][25].
9. ↑  Новогодняя марка «С Новым, 1967 годом!»: на многоцветной марке  (ЦФА [АО «Марка»] № 3441) — спутник связи «Молния-1», Останкинская радиотелевизионная башня на фоне силуэта Кремля, реактивный самолёт, автобус, снежинка, звёздное небо, текст «С Новым годом — годом 50-летия Октября!». Офсетная печать, перфорирована: гребенчатая зубцовка 12½ (на каждые 2 сантиметра края марки приходится 12½ зубцов). В марочных листах 15 (5×3) марок[28][29][30].
10. ↑  Новогодняя марка «С Новым, 1968 годом!»: на марке  (ЦФА [АО «Марка»] № 3570) — Московский Кремль, коричневая, серебристая, розовая люминесцентная. Глубокая печать, перфорирована: рамочная зубцовка 11½ (на каждые 2 сантиметра края марки приходится 11½ зубцов). В марочных листах 50 (5×10) марок[33][34][35].
11. ↑  Новогодняя марка «С Новым, 1969 годом!»: на многоцветной марке  (ЦФА [АО «Марка»] № 3698) — еловая ветка на фоне Спасской башни Кремля. Глубокая печать, перфорирована: рамочная зубцовка 11½ (на каждые 2 сантиметра края марки приходится 11½ зубцов). В марочных листах 25 (5×5) марок[38][39][40].
12. ↑  Новогодняя марка «С Новым, 1970 годом!»: на многоцветной марке  (ЦФА [АО «Марка»] № 3836) — Барельеф В. И. Ленина на фоне красного знамени, текст «С Новым годом — годом столетия со дня рождения В. И. Ленина!». Разновидность  (ЦФА [АО «Марка»] № 3836А) на сером фоне. Офсетная печать в сочетании с типографской печатью на мелованной бумаге, перфорирована: гребенчатая зубцовка 11½ (на каждые 2 сантиметра края марки приходится 11½ зубцов). В марочных листах 35 (5×7) марок[43][44][45].
13. ↑  Новогодняя марка «С Новым, 1971 годом!»: на многоцветной марке  (ЦФА [АО «Марка»] № 3934) — ёлка на фоне Спасской башни. Офсетная печать на мелованной бумаге, перфорирована: комбинированная гребенчатая зубцовка 12:12½ (на каждые 2 сантиметра края марки приходится 12:12½ зубцов). В марочных листах 25 (5×5) марок[48][49][50].
14. ↑  Новогодняя марка «С Новым, 1972 годом!»: на многоцветной марке  (ЦФА [АО «Марка»] № 4045) — Русская тройка. Разновидность  (ЦФА [АО «Марка»] № 4045А) на розовом фоне. Глубокая печать, перфорирована: рамочная зубцовка 11½ (на каждые 2 сантиметра края марки приходится 11½ зубцов). В марочных листах 50 (5×10) марок[53][54][55].
15. ↑  Новогодняя марка «С Новым, 1973 годом!»: на многоцветной марке  (ЦФА [АО «Марка»] № 4180) — снежинка на фоне Московского Кремля. Металлография в сочетании с глубокой печатью, перфорирована: рамочная зубцовка 11½ (на каждые 2 сантиметра края марки приходится 11½ зубцов). В марочных листах 50 (10×5) марок[58][59][60].
16. ↑  Новогодняя марка «С Новым, 1974 годом!»: на многоцветной марке  (ЦФА [АО «Марка»] № 4290) — Московский Кремль, текст «С Новым годом! 1974». Офсетная печать на мелованной бумаге с лаковым покрытием, перфорирована: комбинированная гребенчатая зубцовка 12:12½ (на каждые 2 сантиметра края марки приходится 12:12½ зубцов). В марочных листах 50 (10×5) марок[63][64][65].
17. ↑  Новогодняя марка «С Новым, 1975 годом!»: на многоцветной марке  (ЦФА [АО «Марка»] № 4406) — Кремлёвские куранты и снежинки. Офсетная печать на мелованной бумаге, перфорирована: гребенчатая зубцовка 12 (на каждые 2 сантиметра края марки приходится 12 зубцов). В марочных листах 30 (5×6) марок[68][69][70].
18. ↑  Новогодняя марка «С Новым, 1976 годом!»: на многоцветной марке  (ЦФА [АО «Марка»] № 4520) — Кремлёвская звезда. Офсетная печать, перфорирована: комбинированная гребенчатая зубцовка 12:12½ (на каждые 2 сантиметра края марки приходится 12:12½ зубцов). В марочных листах 30 (6×5) марок[73][74][75].
19. ↑  Новогодняя марка «С Новым, 1977 годом!»: на многоцветной марке  (ЦФА [АО «Марка»] № 4654) — полночь на курантах Спасской башни Кремля. Офсетная печать на мелованной бумаге, перфорирована: комбинированная гребенчатая зубцовка 12½:12 (на каждые 2 сантиметра края марки приходится 12½:12 зубцов). В марочных листах 36 (6×6) марок[78][79][80].
20. ↑  Новогодняя марка «С Новым, 1978 годом!»: на многоцветной марке  (ЦФА [АО «Марка»] № 4766) — спутник связи «Молния» и ель с шишками. Офсетная печать, перфорирована: комбинированная гребенчатая зубцовка 12:12½ (на каждые 2 сантиметра края марки приходится 12:12½ зубцов). В марочных листах 36 (6×6) и малые листы (кляйнбогены) по 16 (4×4) марок[83][84][85].
21. ↑  Новогодняя марка «С Новым, 1979 годом!»: на многоцветной марке  (ЦФА [АО «Марка»] № 4923) — Спасская башня Кремля. Глубокая печать на мелованной бумаге с лаковым покрытием, перфорирована: комбинированная гребенчатая зубцовка 12:12½ (на каждые 2 сантиметра края марки приходится 12:12½ зубцов). В марочных листах 36 (6×6) и малые листы (кляйнбогены) по 16 (4×4) марок[88][89][90].
22. ↑  Новогодняя марка  (ЦФА [АО «Марка»] № 5016) — Олимпийский Мишка, многоцветная. Офсетная печатьна мелованной бумаге с лаковым покрытием, перфорирована: комбинированная рамочная зубцовка 12:12½ (на каждые 2 сантиметра края марки приходится 12:12½ зубцов). Разновидность  (ЦФА [АО «Марка»] № 5016А) — без зубцов. В марочных листах 36 (6×6) и малые листы (кляйнбогены) по 16 (4×4) марок[93][94][95][96].
23. ↑  Новогодняя марка «С Новым, 1981 годом!»: на многоцветной марке  (ЦФА [АО «Марка»] № 5138) — Дворец съездов и Спасская башня Кремля, многоцветная. Офсетная печать на мелованной бумаге с лаковым покрытием, перфорирована: комбинированная гребенчатая зубцовка 12½:12 (на каждые 2 сантиметра края марки приходится 12½:12 зубцов). В марочных листах 36 (6×6) и малые листы (кляйнбогены) по 16 (4×4) марок[100][101][102].
24. ↑  Новогодняя марка «С Новым, 1982 годом!»: на многоцветной марке  (ЦФА [АО «Марка»] № 5249) — Герб СССР и Спасская башня Кремля, многоцветная. Офсетная печать, перфорирована: комбинированная гребенчатая зубцовка 12½:12 (на каждые 2 сантиметра края марки приходится 12½:12 зубцов). В марочных листах 36 (6×6) и малые листы (кляйнбогены) по 16 (4×4) марок[105][106][107].
25. ↑  Новогодняя марка «С Новым, 1983 годом!»: на многоцветной марке  (ЦФА [АО «Марка»] № 5354) — Куранты Спасской башни Кремля, многоцветная. Разновидность  (ЦФА [АО «Марка»] № 5354А) — без зубцов. Офсетная печать на мелованной бумаге с лаковым покрытием, перфорирована: комбинированная гребенчатая зубцовка 12:12½ (на каждые 2 сантиметра края марки приходится 12:12½ зубцов). В марочных листах 36 (6×6) и малые листы (кляйнбогены) по 16 (4×4) марок[110][111][112].
26. ↑  Новогодняя марка «С Новым, 1984 годом!»: на многоцветной марке  (ЦФА [АО «Марка»] № 5457) — Кремлёвская звезда и снежинки, многоцветная. Разновидность  (ЦФА [АО «Марка»] № 5457А)  (Mi #5337U) — без зубцов. Глубокая печать, перфорирована: рамочная зубцовка 11½ (на каждые 2 сантиметра края марки приходится 11½ зубцов). В марочных листах 50 (5×10) и малые листы (кляйнбогены) по 16 (4×4) марок[115][116][117].
27. ↑  Новогодняя марка «С Новым, 1985 годом!»: на треугольной многоцветной марке  (ЦФА [АО «Марка»] № 5580) — Спасская башня Кремля и снежинки. Глубокая печать, перфорирована: рамочная зубцовка 11½ (на каждые 2 сантиметра края марки приходится 11½ зубцов). В марочных листах 40 (4×5×2) и малые листы (кляйнбогены) по 8 (2×2×2) марок[120][121][122].
28. ↑  Новогодняя марка «С Новым, 1986 годом!»: на многоцветной марке  (ЦФА [АО «Марка»] № 5679) — Дворец съездов в Кремле, ёлка. Офсетная печать, перфорирована: комбинированная гребенчатая зубцовка 12½:12 (на каждые 2 сантиметра края марки приходится 12½:12 зубцов). В марочных листах 36 (6×6) и малые листы (кляйнбогены) по 8 (4×2) марок[125][126][127].
29. ↑  Новогодняя марка «С Новым, 1987 годом — годом 70-летия Великого октября!»: на многоцветной марке  (ЦФА [АО «Марка»] № 5785) — Московский Кремль, башни Кремля. Офсетная печать, перфорирована: гребенчатая зубцовка 11½ (на каждые 2 сантиметра края марки приходится 11½ зубцов). В марочных листах 30 (6×5) и малые листы (кляйнбогены) по 8 (4×2) марок[130][131][132].
30. ↑  Новогодняя марка «С Новым, 1988 годом!»: на многоцветной марке  (ЦФА [АО «Марка»] № 5894) — вид на Кремль. Офсетная печать, перфорирована: комбинированная гребенчатая зубцовка 12:12½ (на каждые 2 сантиметра края марки приходится 12:12½ зубцов). В марочных листах 36 (6×6) и малые листы (кляйнбогены) по 8 (2×4) марок[135][136][137].
31. ↑  Новогодняя марка «С Новым, 1989 годом!»: на многоцветной марке  (ЦФА [АО «Марка»] № 6005) — драгун с Указом Петра I. Офсетная печать, перфорирована: комбинированная гребенчатая зубцовка 12½:12 (на каждые 2 сантиметра края марки приходится 12½:12 зубцов). В марочных листах 30 (6×5) марок[140][141][142].
32. ↑  Новогодняя марка «С Новым, 1990 годом!»: на многоцветной марке  (ЦФА [АО «Марка»] № 6138) — Дымковская игрушка. Дед Мороз. Офсетная печать, перфорирована: гребенчатая зубцовка 12 (на каждые 2 сантиметра края марки приходится 12 зубцов). В марочных листах 30 (5×6) и малые листы (кляйнбогены) по 10 (5×2)  марок[145][146][147].
33. ↑  Новогодняя марка «С Новым, 1991 годом!»: на треугольной многоцветной марке  (ЦФА [АО «Марка»] № 6274) — Дед Мороз с ёлкой. Глубокая печать, перфорирована: рамочная зубцовка 11½ (на каждые 2 сантиметра края марки приходится 11½ зубцов). В марочных листах 40 (5×4×2) и малые листы (кляйнбогены) по 8 (2×2×2) марок[150][151][152].
34. ↑  Новогодняя марка «С Новым, 1992 годом!»: на многоцветной марке  (ЦФА [АО «Марка»] № 6376) — стилизованный рисунок. Ветви украшенной новогодней ёлки, игрушки, подарки, снеговик. Текст: «С Новым годом!» Многоцветная. Офсет на мелованной бумаге, перфорирована: комбинированная гребенчатая зубцовка 12:12½ (на каждые 2 сантиметра края марки приходится 12:12½ зубцов). В марочных листах 50 (5×10) и малые листы (кляйнбогены) 8 (2×4) марок[155][156][157][158].